# Silvanus difficilis
Silvanus difficilis es una especie de coleóptero de la familia Silvanidae.

## Distribución geográfica
Habita en Regiones de Australasia y Costa Rica y  Brasil.